# Стшижув (гмина)
Стшижув (пол. Strzyżów) — городско-сельская гмина (волость) в Польше, входит как административная единица в Стшижувский повет, Подкарпатское воеводство. Население — 20 655 человек (на 2004 год).

## Демография
| Перепись                       | Всего   | Всего | Женщины | Женщины | Мужчины | Мужчины |
| ------------------------------ | ------- | ----- | ------- | ------- | ------- | ------- |
| Единицы                        | человек | %     | человек | %       | человек | %       |
| Население                      | 20 655  | 100   | 10 516  | 50,9    | 10 139  | 49,1    |
| Плотность населения (чел./км²) | 147,3   | 147,3 | 75      | 75      | 72,3    | 72,3    |

## Поселения
1. Бонарувка
2. Бжежанка
3. Добжехув
4. Гбиска
5. Глиник-Хажевски
6. Глиник-Заборовски
7. Годова
8. Гродзиско
9. Лентовня
10. Тропе
11. Высока-Стшижовска
12. Завадка
13. Жарнова
14. Жызнув
15. Стшижув

## Соседние гмины
1. Гмина Чудец
2. Гмина Корчина
3. Гмина Небылец
4. Гмина Велёполе-Скшиньске
5. Гмина Виснёва
6. Гмина Вояшувка